# 包籜矢竹
包籜矢竹（学名：Arundinaria usawai）为禾本科青籬竹屬下的一个种。